# Южноуральский городской округ
Южноура́льский городско́й о́круг — муниципальное образование в Челябинской области России.
Административный центр — город Южноуральск.
Соответствует административно-территориальной единице город областного значения Южноуральск.

## История
Статус и границы городского округа установлены законом Челябинской области от 26 августа 2004 года № 262-ЗО «О статусе и границах Южноуральского городского округа»

## Население
| 2002    | 2005    | 2006    | 2007    | 2008    | 2009    | 2010    |
| ------- | ------- | ------- | ------- | ------- | ------- | ------- |
| 39 503  | ↘39 132 | ↘38 553 | ↘38 295 | ↘38 090 | ↗38 631 | ↘38 030 |
| 2011    | 2012    | 2013    | 2014    | 2015    | 2016    | 2017    |
| ↗38 054 | ↘37 952 | ↘37 827 | ↘37 712 | ↗37 823 | ↗37 879 | ↗37 952 |
| 2018    | 2019    | 2020    | 2021    | 2023    |         |         |
| ↘37 879 | ↘37 687 | ↗37 706 | ↘37 587 | ↘37 414 |         |         |

## Состав городского округа
| № | Населённый пункт | Тип населённого пункта        | Население |
| - | ---------------- | ----------------------------- | --------- |
| 1 | Летягино         | посёлок                       | ↘109      |
| 2 | Южноуральск      | город, административный центр | ↘37 313   |

### Упразднённые населённые пункты
В 1970 году был подчинён Южноуральскому городскому совету хутор Голево, ныне микрорайон.